# Lindernia capitata
Lindernia capitata é uma espécie botânica do gênero Lindernia pertencente à família Linderniaceae.